# Paul Benoit
Paul Benoit, dicho Dom Benoit (14 de enero de 1850 - 19 de noviembre de 1915) fue un religioso, escritor y misionario canadiense. Es conocido por su opiniones antimasónicas.

## Obras
- La Cité antichrétienne au XIXe siècle